# Арагацский район
Арагацский район — административно-территориальная единица в составе Армянской ССР и Армении, существовавшая в 1972—1995 годах. Центр — село Цахкаовит.

## История
Район был образован в 1937 году под именем Алагёзский район, центр — село Алагёз. В 1951 году район ликвидирован и присоединён к Апаранскому району. В 1972 году район восстановлен под именем Арагацский, центр — село Цахкаовит.
Упразднён в 1995 году при переходе Армении на новое административно-территориальное деление.

## Административное деление
Район состоял из 17 сельсоветов: Алагёзский, Ахулинский, Гехадзорский, Джангийский, Джарджарисский, Карвансаринский, Кондахсазский, Курубогазский, Меликгюхский, Миракский, Памбский, Сангярский, Цахкаовитский, Ципкарский, Чобанмазский, Хнабердский.